# Iuwelot
Iuwelot fue Sumo sacerdote de Amón en Tebas, de c. 889 a 874 a. C., durante el periodo de la Dinastía XXII del antiguo Egipto. 

## Biografía
Sus padres fueron Osorkon I y Tashedjonsu; Tuvo un hijo con Tadenitanbastet llamado Dyedisethyusanj. 
Fue sucesor del sumo sacerdote de Amón en Tebas Sheshonq II y le siguió en el cargo Nesbanebdyedet III, un hijo de Osorkon I.
Fue coetáneo de Osorkon I, Sheshonq II, y Takelot I.
Reivindicó el trono a su hermano Takelot I (889 a 874 a. C.), sin conseguirlo, desistiendo ante la presencia de un contingente armado en una guarnición próxima a Heracleópolis. 

## Titulatura
| Titulatura | Jeroglífico | Transliteración (transcripción) - traducción - (referencias) |

| R8 | U36 | D1 · Q3 | S3 | M17 | Y5 · N35 | Z7 · E9 | V4 | G1 | D21 · N36 · V13 | A52 |

| R8 | U36 | D1 · Q3 | S3 | M17 | Y5 · N35 | Z7 · E9 | V4 | G1 | D21 · N36 · V13 | A52 |